# Simone Duvalier
Simone Duvalier (* 19. März 1913 in Léogâne als Simone Ovide; † 26. Dezember 1997 in Paris), genannt Mama Doc, war eine haitianische Krankenpflegerin und die Ehefrau des diktatorisch regierenden Präsidenten Haitis, François Duvalier. Als solche war sie vom 22. Oktober 1957 bis zum 27. Mai 1980 First Lady von Haiti.

## Frühes Leben
Sie wurde 1913 in der haitianischen Stadt Léogâne als Simone Ovide geboren und war die Tochter des mulattischen Kaufmanns und Schriftstellers Jules Faine und seiner Ehefrau Célie Ovide, einem der Dienstmädchen in seinem Haushalt. Schon früh wurde sie von ihrer Mutter aufgegeben und verbrachte einen Großteil ihrer Kindheit in einem Waisenhaus in Pétionville, einem Vorort von Port-au-Prince. Die Waisenkinder wurden ermutigt, sich berufliche Fähigkeiten anzueignen, Ovide wurde als Krankenpflegerin ausgebildet. Während sie als Krankenschwester arbeitete, lernte sie einen jungen Arzt namens François Duvalier kennen, der später Präsident Haitis wurde. Das Paar heiratete am 27. Dezember 1939 und bekam vier Kinder namens Marie Denise, Nicole, Simone sowie Jean-Claude, ihren einzigen Sohn. Dieser ergriff nach seinem Vater die Macht. 

## Ehe mit François Duvalier und Zeit als First Lady
Nach ihrer Heirat wurde François Duvalier 1949 Minister für öffentliche Gesundheit und Arbeit und gewann 1957 die Wahl zum Präsidenten. Während seiner 14-jährigen Amtszeit bewachte seine Frau den Zugang zu ihrem Mann. Wegen ihres erworbenen Status und ihres herrischen Auftretens nannten die Haitianer sie „Mama Doc“. Sie war, wie ihr Mann, angeblich eine Voodoo-Expertin. Sie pflegte das Image einer Wohltäterin; sie verteilte Almosen an die Bewohner der nach ihr benannten „Cite Simone“, einer geplanten Siedlung, die heute als Cité Soleil bekannt ist. Simone Duvaliers Einfluss erreichte seinen Höhepunkt nach dem Tod ihres Mannes am 21. April 1971, als ihr 19-jähriger Sohn Jean-Claude Duvalier seinem Vater als Haitis „Präsident auf Lebenszeit“ folgte. Simone Duvalier behielt den Titel der First Lady und genoss die Macht, die er ihr verlieh. Einigen ihrer Mitarbeiter zufolge nahm sie es ihr zutiefst übel, dass sie diese Rolle aufgeben musste, nachdem Jean-Claude Duvalier 1980 Michèle Bennett geheiratet hatte und sie zur „Hüterin der duvalieristischen Revolution“ degradiert wurde.

## Exil und Tod
Als ihr Sohn im Februar 1986 von der Macht verdrängt wurde, schloss sich Simone Duvalier ihm und seiner Frau, Michèle Bennett, im französischen Exil an. Sie wurde selten in der Öffentlichkeit gesehen. Nach der bitteren Scheidung ihres Sohnes von seiner Frau lebte Simone Duvalier mit ihrem Sohn in relativer Armut in den Vororten von Paris. Am 26. Dezember 1997 starb sie mit 84 Jahren in einem Paris Krankenhaus. Die Todesursache ist unbekannt.